# Interkulturalitet
Interkulturalitet (av prefixet inter-, mellan, och det antropologiska kulturbegreppet) avser interkulturell kommunikation i skolan och inom ett samhälle, det vill säga mötet mellan personer från skilda kulturer (med skilda modersmål och levnadsregler) och ömsesidig förståelse dem emellan.[källa behövs] Begreppet skiljer sig från det närbesläktade begreppet mångkulturalitet som endast avser flera kulturers parallella samexistens i ett samhälle.

## Internationellt ursprung
Begreppen interkulturalitet och interkulturell pedagogik lanserades internationellt 1974 av UNESCO i en rekommendation om utbildning för internationell förståelse, samarbete och fred samt undervisning om de mänskliga rättigheterna och de grundläggande friheterna.
Interkulturell undervisning och intergruppinlärning proklamerades av Europarådet 1984 som en lösning på utbildningsproblem som härrör från migrationen och på andra integrationsproblem, exempelvis segregation, rasism, diskriminering och svaga skolresultat bland vissa av dem som inte undervisas på sitt modersmål.

## Sverige
Begreppet användes i svenska språket i Språk och kulturarvsutredningens slutbetänkande 1983 som en allmän inriktning för undervisningen i den svenska skolan i förhållandet mellan svenskar och invandrare. 1985 beslutade Sveriges riksdag att anta Språk och kulturarvsutredningens förslag, och gjorde därmed interkulturalitet till en inriktning för undervisningen i alla skolformer. Pirjo Lahdenperä är Sveriges första professor i pedagogik med interkulturell inriktning.